# Amegilla paeninsulae
Amegilla paeninsulae es una especie de abeja excavadora perteneciente al género Amegilla, categorizada en la tribu Anthophorini, de la subfamilia Apinae.
La hembra mide 14 mm de longitud, alas anteriores 9 mm; el macho mide 12 mm de longitud, alas anteriores 8 mm.

## Taxonomía
Se atribuye su descripción a Leijs, Batley y Hogendoorn, quienes la citaron por primera vez en 2017. La especie aparece registrada en la sección The genus Amegilla (Hymenoptera, Apidae, Anthophorini) in Australia: a revision of the subgenera Notomegilla and Zonamegilla de ZooKeys, Issue 653, publicada por Leijs, R., Michael Batley, y Katja Hogendoorn en 2017.

## Distribución
La especie se distribuye por Australia, en el estado de Queensland.